# Comtat de Cimarron
El Comtat de Cimarron (en anglès: Cimarron County) és un comtat localitzat al nord-oest de l'estat estatunidenc d'Oklahoma, específicament al que s'anomena l'Oklahoma Panhandle. Segons el cens dels Estats Units del 2010 és el comtat amb menys població de l'estat, amb una població de 2.475 habitants. La seu de comtat i ciutat més poblada és Boise City.

## Història

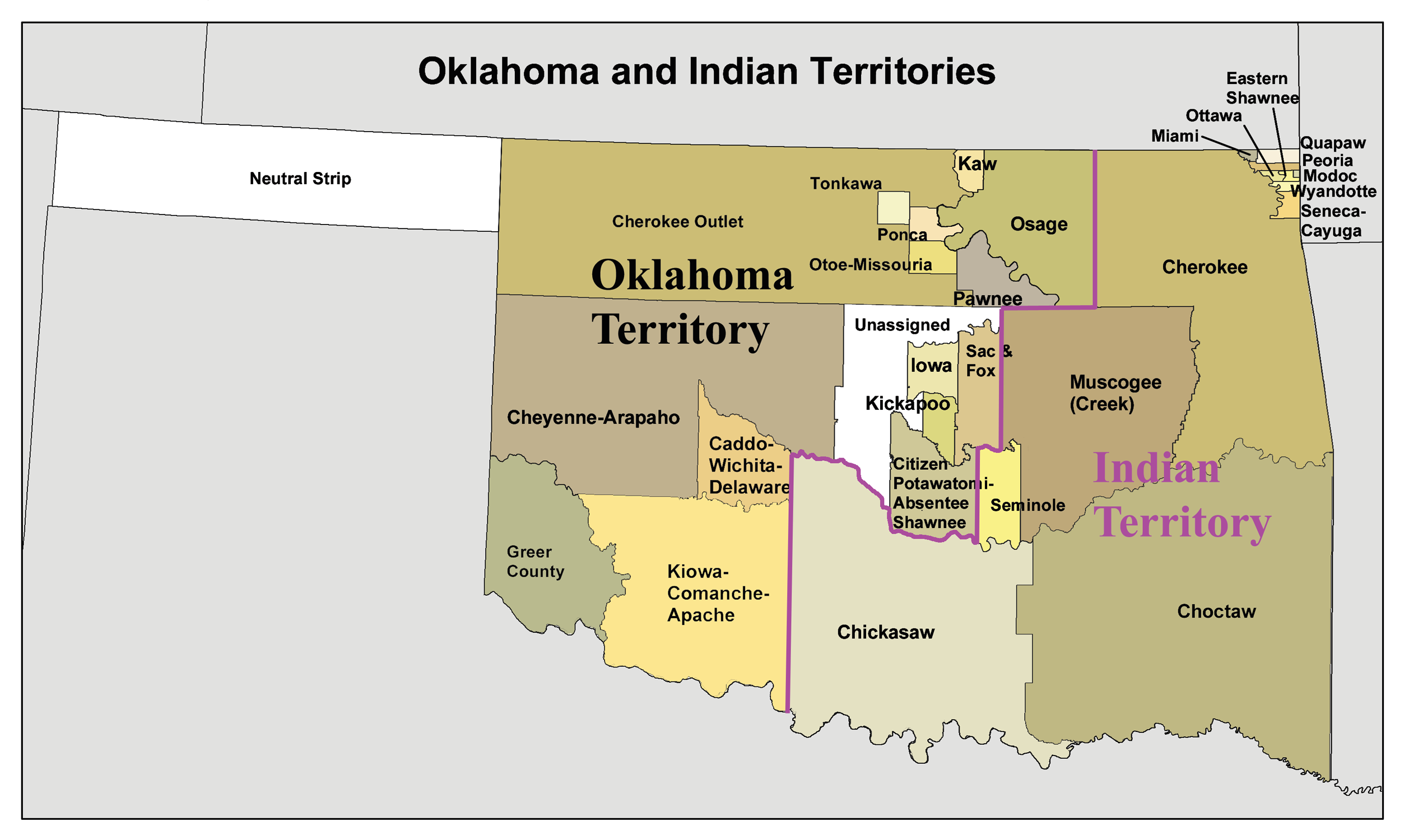
Mapa del Territori d'Oklahoma amb el Comtat de Cimarron a la franja neutral al nord-oest

La terra del que és ara el Comtat de Cimarron ha format part de diversos territoris. Fou part de la República de Texas quan Texas no formava encara part dels Estats Units d'Amèrica. Va formar part de la franja neutral del Territori d'Oklahoma. El 1890 va passar a formar part del Territori d'Oklahoma i el seu territori formava part del Comtat de Beaver que s'estenia per tota l'Oklahoma Panhandle. El 1907, quan Oklahoma va esdevenir estat estatunidenc, el Comtat de Beaver es va dividir en el Comtat de Cimarron a l'oest, el Comtat de Texas al centre i el Comtat de Beaver actual a l'est.

## Geografia
El Comtat de Cimarron és l'únic comtat del país que fa frontera amb quatre altres estats: Colorado, Kansas, Nou Mèxic i Texas. Per tant, el Comtat de Cimarron és l'únic comtat dels Estats Units que fa frontera amb almenys cinc comtats de cinc estats diferents (un de cadascun dels estats mencionats abans, més un a Oklahoma i també un altre a Texas).
Segons l'Oficina del Cens dels Estats Units, el comtat té una àrea de 4.768 quilòmetres quadrats, dels quals 4.753 quilòmetres quadrats són terra i 16 quilòmetres quadrats (0,33%) són aigua. També hi és localitzat el lloc més alt d'Oklahoma a una altitud de 1.516 metres, en una muntanya que s'anomena Black Mesa.

### Autovies principals
- U.S. Route 56/U.S. Route 412
- U.S. Route 64
- U.S. Route 287
- U.S. Route 385
- Oklahoma State Highway 3

### Comtats adjacents
|  |  |  |
|  |  |  |
|  |  |  |

### Àrees nacionals protegides
- Rita Blanca National Grassland (parcialment)

### Clima
Dades climàtiques de la seu de comtat, Boise City, on es localitza el 59,92% de la població del Comtat de Cimarron segons dades del cens dels Estats Units del 2010. El Comtat de Cimarron té un clima semiàrid (Köppen BSk) amb hiverns freds i secs i estius llargs, calorosos i plujosos.
| Paràmetres climàtics mitjans de Boise City | Paràmetres climàtics mitjans de Boise City | Paràmetres climàtics mitjans de Boise City | Paràmetres climàtics mitjans de Boise City | Paràmetres climàtics mitjans de Boise City | Paràmetres climàtics mitjans de Boise City | Paràmetres climàtics mitjans de Boise City | Paràmetres climàtics mitjans de Boise City | Paràmetres climàtics mitjans de Boise City | Paràmetres climàtics mitjans de Boise City | Paràmetres climàtics mitjans de Boise City | Paràmetres climàtics mitjans de Boise City | Paràmetres climàtics mitjans de Boise City | Paràmetres climàtics mitjans de Boise City |
| Mes                                        | Gen.                                       | Feb.                                       | Mar.                                       | Abr.                                       | Mai.                                       | Jun.                                       | Jul.                                       | Ago.                                       | Set.                                       | Oct.                                       | Nov.                                       | Des.                                       | Anual                                      |
| ------------------------------------------ | ------------------------------------------ | ------------------------------------------ | ------------------------------------------ | ------------------------------------------ | ------------------------------------------ | ------------------------------------------ | ------------------------------------------ | ------------------------------------------ | ------------------------------------------ | ------------------------------------------ | ------------------------------------------ | ------------------------------------------ | ------------------------------------------ |
| Temperatura màxima registrada °C (°F)      | 26,7 (80,1)                                | 29,4 (84,9)                                | 31,1 (88)                                  | 36,1 (97)                                  | 38,9 (102)                                 | 42,2 (108)                                 | 41,7 (107,1)                               | 40,6 (105,1)                               | 40,6 (105,1)                               | 35,6 (96,1)                                | 30,6 (87,1)                                | 28,9 (84)                                  | 42,2 (108)                                 |
| Temperatura mínima registrada °C (°F)      | −31,1 (−24)                                | −26,7 (−16,1)                              | −24,4 (−11,9)                              | −11,1 (12)                                 | −6,7 (19,9)                                | 2,8 (37)                                   | 9,4 (48,9)                                 | 4,4 (39,9)                                 | −3,9 (25)                                  | −12,8 (9)                                  | −21,7 (−7,1)                               | −25,0 (−13)                                | −31,1 (−24)                                |
| Temperatura diària màxima °C (°F)          | 10,0 (50)                                  | 12,7 (54,9)                                | 16,9 (62,4)                                | 21,5 (70,7)                                | 25,9 (78,6)                                | 31,5 (88,7)                                | 33,8 (92,8)                                | 32,4 (90,3)                                | 28,7 (83,7)                                | 23,1 (73,6)                                | 15,3 (59,5)                                | 10,6 (51,1)                                | 21,9 (71,4)                                |
| Temperatura diària mínima °C (°F)          | −7,4 (18,7)                                | −5,3 (22,5)                                | −1,6 (29,1)                                | 2,9 (37,2)                                 | 8,2 (46,8)                                 | 13,6 (56,5)                                | 16,4 (61,5)                                | 15,7 (60,3)                                | 11,3 (52,3)                                | 4,6 (40,3)                                 | −2,0 (28,4)                                | −6,2 (20,8)                                | 4,2 (39,6)                                 |
| Precipitació total mm (polzades)           | 9,9 (0,4)                                  | 10,9 (0,4)                                 | 30,2 (1,2)                                 | 37,1 (1,5)                                 | 65,5 (2,6)                                 | 77,2 (3)                                   | 68,3 (2,7)                                 | 72,4 (2,9)                                 | 37,8 (1,5)                                 | 30,5 (1,2)                                 | 18,0 (0,7)                                 | 12,7 (0,5)                                 | 470,7 (18,5)                               |
| Font: NOAA                                 |                                            |                                            |                                            |                                            |                                            |                                            |                                            |                                            |                                            |                                            |                                            |                                            |                                            |

## Demografia
Segons el cens del 2010, hi havia 2.475 persones, 1.047 llars, i 705 famílies residint al comtat. La densitat de població era de 0,52 habitants per quilòmetre quadrat. Hi havia 1.587 habitatges amb una densitat de 0,33 per quilòmetre quadrat. La composició racial del comtat era d'un 86,55% blancs, un 0,03% negres o afroamericans, un 1,70% natius americans, un 0,06% asiàtics, un 12,53% d'altres races, i un 0,18% de dos o més races. El 20,77% de la població eren hispànics o llatinoamericans de qualsevol raça.
Hi havia 1.047 llars de les quals 28,46% tenien menors de 18 anys vivint-hi, un 56,16% eren parelles casades vivint juntes, un 4,39% tenien una dona com a cap de família sense cap marit present, i un 32,66% no eren famílies. En un 30,72% de totes les llars sol hi vivia una persona i un 15,95% tenien algú vivint-hi sol o sola d'edat 65 o més. La quantitat de persones en una llar de mitjana era de 2,36 persones i la quantitat de persones en una família de mitjana era de 2,94 persones.
Pel comtat la població estava repartida en un 25,45% menors de 18 anys, un 5,91% tenien de 18 a 24 anys, un 19,23% tenien de 25 a 44 anys, un 28,00% tenien de 45 a 64 anys, i un 21,41% tenien 65 anys o més. L'edat mediana era de 44,6 anys. Per cada 100 dones hi havia 99,12 homes. Per cada 100 dones d'edat 18 i més, hi havia 94,21 homes.
Segons el cens del 2000, la mediana d'ingrés anual en cada llar era de 30.625 $, i l'ingrés de mediana per cada família era de 36.250 $. Els homes tenien un ingrés de mediana de 24.327 $ mentre que les dones en tenien de 18.110 $. La renda per capita del comtat era de 15.744 $. Un 13,90% de les famílies i un 17,60% de la població del comtat estaven per sota del llindar de la pobresa, incloent-hi un 22,20% dels quals menors d'edat i un 10,10% d'edat 65 o més.

### Piràmide de població
| Homes | Edats    | Dones |
| ----- | -------- | ----- |
| 25    | 85 o més | 55    |
| 33    | 80 a 84  | 43    |
| 46    | 75 a 79  | 54    |
| 62    | 70 a 74  | 65    |
| 66    | 65 a 69  | 81    |
| 79    | 60 a 64  | 83    |
| 98    | 55 a 59  | 105   |
| 80    | 50 a 54  | 69    |
| 97    | 45 a 49  | 82    |
| 61    | 40 a 44  | 62    |
| 70    | 35 a 39  | 69    |
| 42    | 30 a 34  | 52    |
| 61    | 25 a 29  | 59    |
| 53    | 20 a 24  | 49    |
| 86    | 15 a 19  | 61    |
| 92    | 10 a 14  | 78    |
| 80    | 5 a 9    | 85    |
| 101   | 0 a 4    | 91    |

## Política
El Comtat de Cimarron és un comtat que històricament ha votat pel Partit Republicà en les eleccions presidencials dels Estats Units. L'últim demòcrata en guanyar el vot popular del comtat va ser Jimmy Carter en les eleccions de 1976. En les eleccions de 2012 en el comtat 1.082 persones (90,4%) votaren pel Partit Republicà i 115 persones (9,6%) votaren pel Partit Demòcrata. En aquelles eleccions la campanya de Romney-Ryan obtingué els vots de cadascun dels setanta-set comtats d'Oklahoma. En les últimes sis eleccions presidencials el candidat demòcrata ha rebut menys d'un 25% dels vots.
Dins d'Oklahoma, el Comtat de Cimarron és representat per Frank D. Lucas i forma part del tercer districte congressual d'Oklahoma.

## Galeria

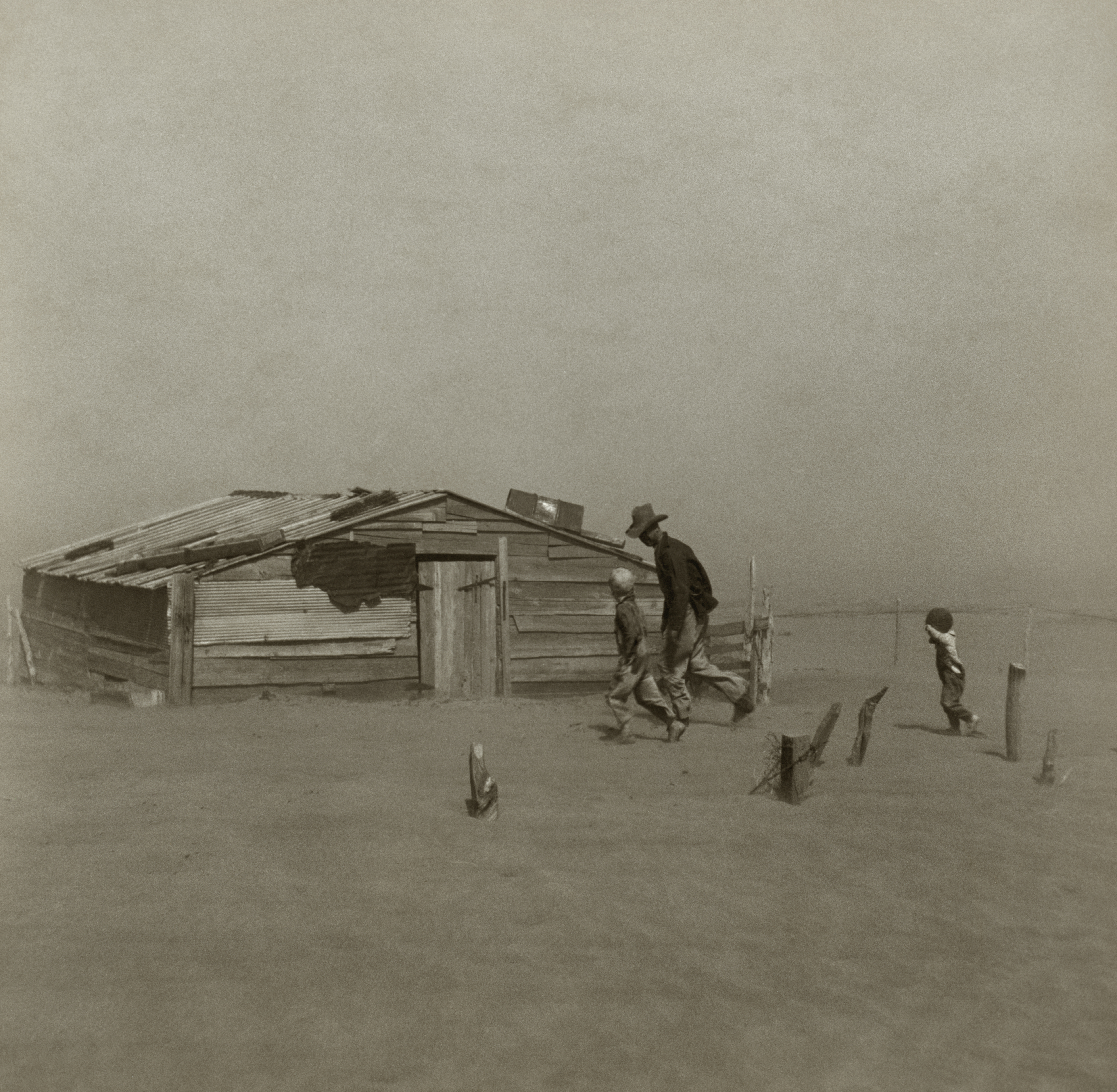
Llaurador i els seus dos fills durant una tempesta de pols al Comtat de Cimarron durant el Dust Bowl
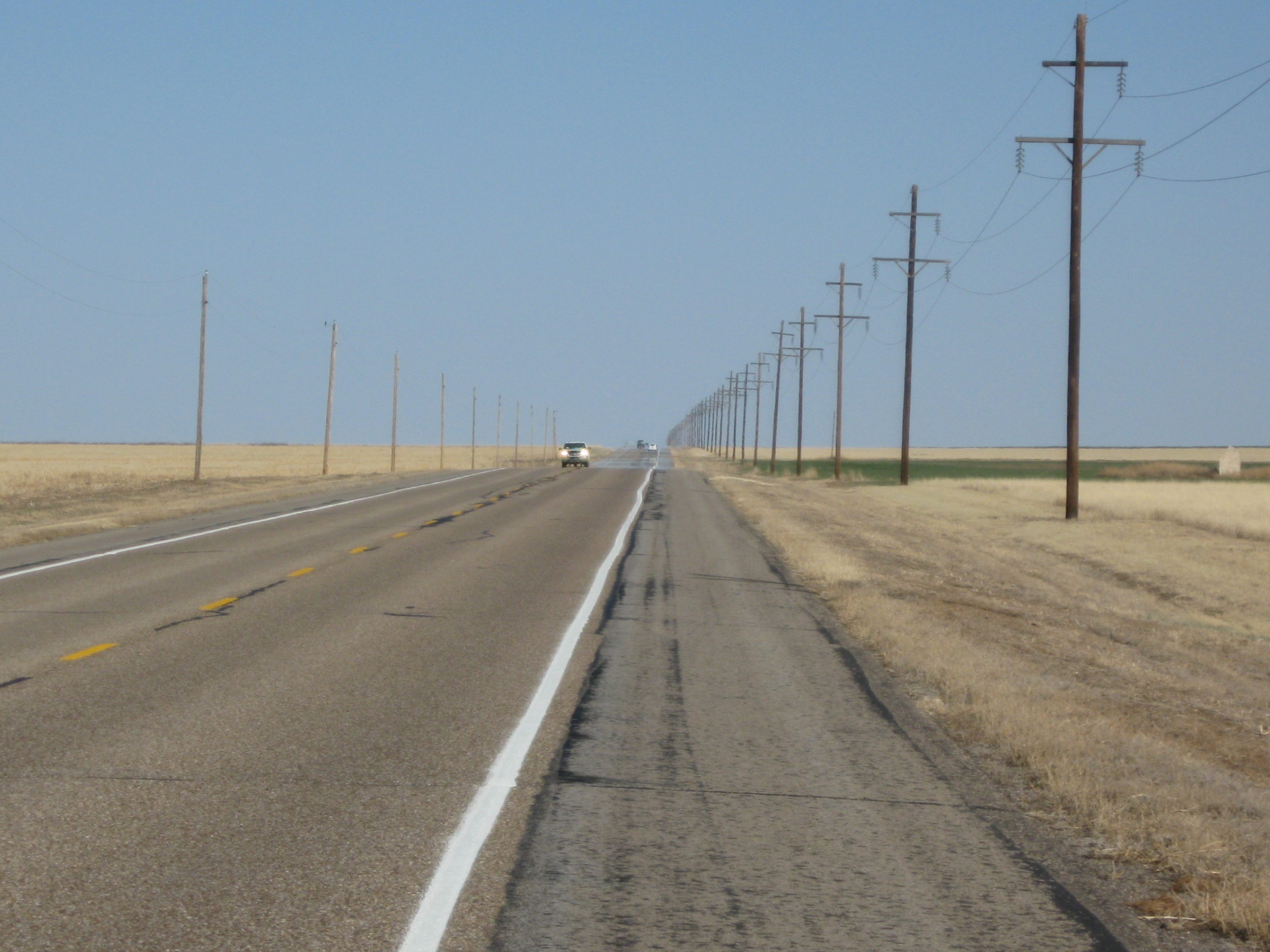
Autovia U.S. Route 412 en el seu tram pel Comtat de Cimarron
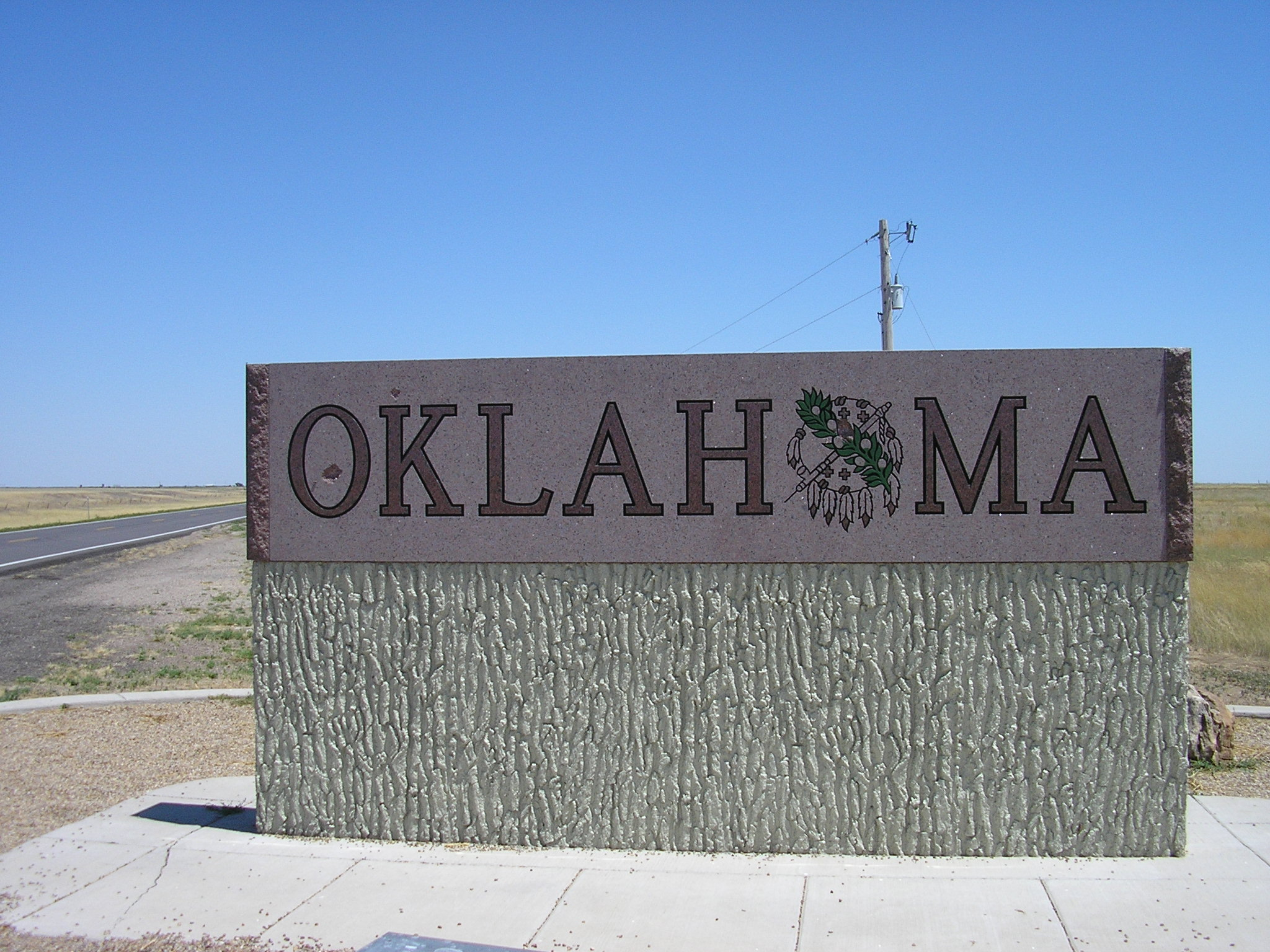
Senyal de benvinguda a Oklahoma des de Nou Mèxic
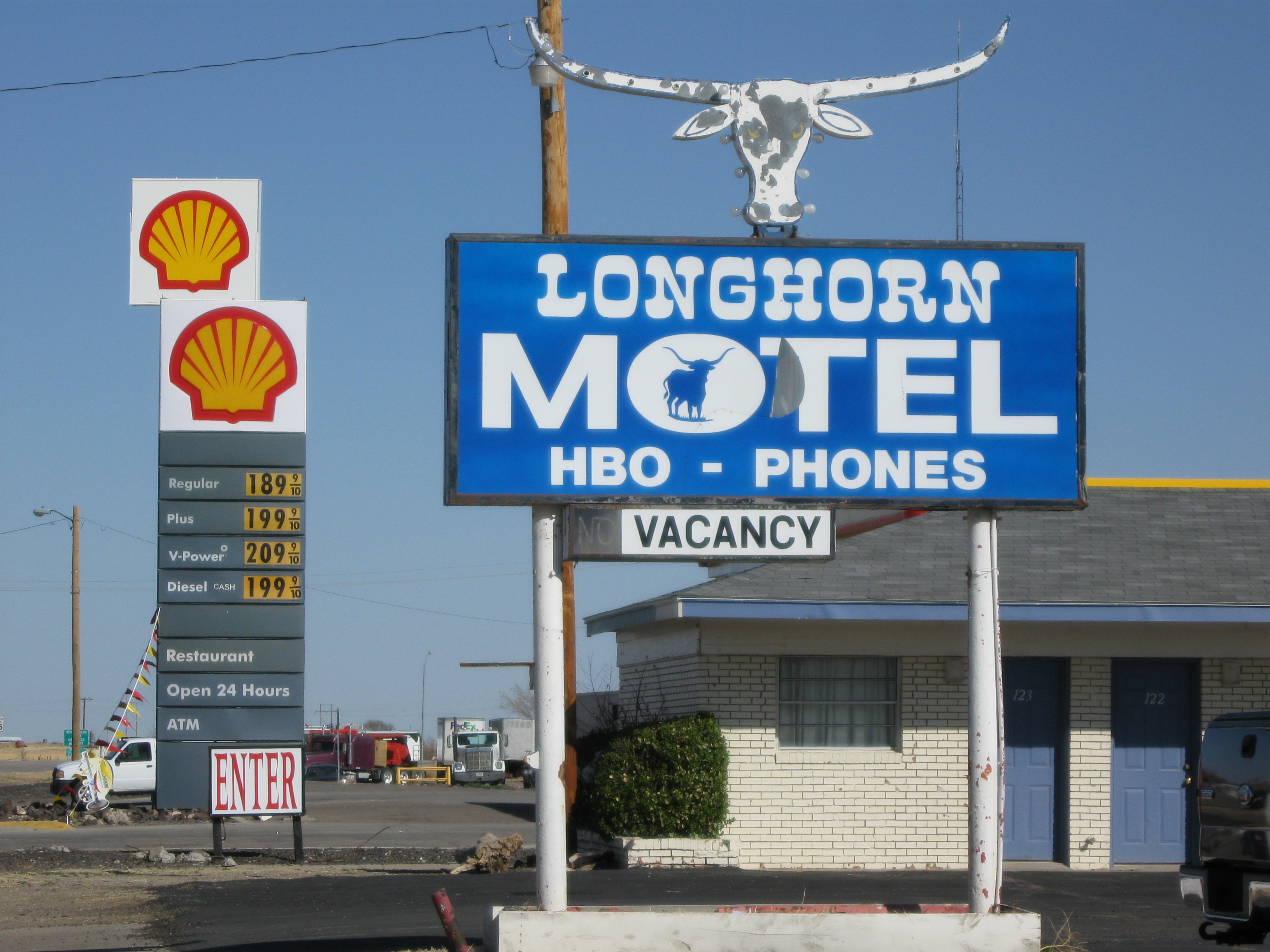
Motel Longhorn a Boise City